# The Blow Monkeys
The Blow Monkeys son un grupo de música Pop británico formado en 1981. Alcanzaron un considerable éxito internacional en la segunda mitad de la década de los 80 gracias a sencillos como "Digging Your Scene" (1986) e "It Doesn't Have to Be This Way" (1987), entre otros.

## Historia
Liderada por el compositor, guitarrista y pianista Dr. Robert (Robert Howard), la banda se formó en 1981 y se completó con Mick Anker al bajo, Neville Henry al saxofón y Tony Kiley a la batería. Hicieron su debut discográfico en 1984 con la publicación del álbum Limping for a Generation pero no fue hasta dos años más tarde cuando consiguieron su primer éxito internacional con el sencillo "Digging Your Scene", extraído de su segundo álbum Animal Magic. 
En enero de 1987 publican su tercer trabajo She Was Only a Grocer's Daughter, su mayor éxito comercial gracias a sencillos como "It Doesn't Have to Be This Way", que alcanzó el número 5 de las listas británicas y que en España permaneció cinco semanas en lista de 40 principales en julio de 1987 alcanzando el puesto número 15. El tema fue utilizado en la banda sonora de la película Loca academia de policía 4. Por su parte, el tema "You Don't Own Me", del mismo álbum, formaría parte de la banda sonora de la película Dirty Dancing.
Robert Howard publicó un exitoso sencillo titulado "Wait", al que puso voz la cantante Kym Mazelle, que alcanzó el número 7 de las listas de éxitos británicas. Aunque este trabajo se realizó al margen del grupo, el sencillo fue publicado en el cuarto álbum de la banda Whoops! There Goes the Neighbourhood y posteriormente en el disco recopilatório de the Blow Monkeys, Choices - The Singles Collection.
La banda se separó a finales de 1990, poco después de publicar su quinto álbum, Springtime for the World. A partir de 1992, Robert Howard comenzó su carrera en solitario bajo el nombre artístico de Dr. Robert, además de colaborar como músico de sesión, productor e ingeniero de sonido con artistas como Beth Orton, Paul Weller o Kym Mazelle.
El 18 de noviembre de 2007, los miembros originales de The Blow Monkeys anunciaron su regreso con un nuevo álbum Devil's Tavern, ahora con el sello Blow Monkey Music, y una gira en 2008. En junio de 2009 la banda publicó una edición especial de un doble CD y DVD que recoge su actuación en el 100 Club de Londres. 
En enero de 2011 publicaron el álbum Staring at the Sea y en abril de 2013 un nuevo trabajo con título Feels Like A New Morning, con el sello Blow Monkey Music.
En 2013, Sony Music publicó la compilación, Halfway to Heaven: The Best of The Blow Monkeys & Dr Robert, que contenía lo mejor de The Blow Monkeys y Dr Robert en solitario, así como un concierto de 1984 en el Hammersmith Palais.
En 2015 sale su álbum If Not Now When, con el sello Blow Monkey Music.
En 2017, la banda lanzó su décimo álbum de estudio, The Wild River, con el sello Monks Road Records, que parece una vuelta a sus raíces soul/funk.
En octubre de 2018, la banda apoyó a Level 42 en su Eternity Tour.
El 4 de marzo de 2020, la página de Facebook del grupo anunció que regresarían al estudio para elaborar su undécimo álbum; el grupo también anunció una gira posterior en 2021.

## Discografía

### Sencillos
- "Live Today Love Tomorrow" (1982)
- "Go Public" (1984)
- "Man from Russia" (1984)
- "Atomic Lullaby" (1984)
- "Wildflower" (1985)
- "Forbidden Fruit" (1985)
- "Digging Your Scene" (1986) (UK Singles Chart: No. 12; USA Billboard Hot 100: No. 14; 40 principales: No. 29;)
- "Wicked Ways" (1986) (UK Singles Chart: No. 60)
- "Don't Be Scared of Me" (1986) (UK Singles Chart: No. 77)
- "It Doesn't Have to Be This Way" (1987) (UK Singles Chart: No. 5; 40 principales: No. 15;)
- "Out with Her" (1987) (UK Singles Chart: No. 30)
- "(Celebrate) The Day After You" con Curtis Mayfield (1987) (UK Singles Chart: No. 52)
- "Some Kind of Wonderful" (1987) (UK Singles Chart: No. 67)
- "This Is Your Life" (1988) (UK Singles Chart: No. 70)
- "It Pays to Belong" (1988)
- "Wait" (1989) Robert Howard y Kym Mazelle (UK Singles Chart: No. 7)
- "This Is Your Life" (remix) (1989) (UK Singles Chart: No. 32)
- "Choice?"  (1989) (UK Singles Chart: No. 22)
- "Slaves No More"  (1989) (UK Singles Chart: No. 73)
- "Springtime for the World" (1990) (UK Singles Chart: No. 69)
- "La Passionara" [Remix] (1990)
- "If You Love Somebody" [Remix] (1990)
- "The Bullet Train (2008)
- "Travelin' Soul" (2009)
- "Steppin' Down" (2011)
- "Hangin' On To The Hurt (Let It Go Now)" (2011)
- "Oh My" (2013)
- "Feels Like A New Morning" (2013)
- "Shake It Off" (2013)
- "Chained" (2014)
- "OK! Have It Your Way" (2015)

### Álbumes
- Limping for a Generation (1984/Deluxe Edition 2012)
- Animal Magic (1986/Deluxe Edition 2012)
- She Was Only a Grocer's Daughter (1987/Deluxe Edition 2014)
- Whoops! There Goes the Neighbourhood (1989)
- Springtime for the World (1990)
- Devil's Tavern (2008)
- Travelin' Souls - Live! at the Legendary 100 Club (Edición limitada CD & DVD) (2009)[11]
- Staring at the Sea (2011)[12]
- Feels Like A New Morning (2013)
- If Not Now, When? (2015)
- The Wild River (2017)
- Journey to You (2021)

### Álbumes recopilatorios
- Choices - The Singles Collection (1989)
- Blow Monkeys The Masters (1997)
- Atomic Lullabies - Very Best of The Blow Monkeys (2 CDs, 1999)
- Rare & Unreleased (2000, editado sólo en Japón)
- Digging Your Scene: The Best of The Blow Monkeys (2 CDs, 2008)
- Halfway to Heaven: The Best of The Blow Monkeys and Dr Robert (3 CDs, 2013)

### Bandas sonoras
- Dirty Dancing (banda sonora) - "You Don't Own Me"
- The Last Temptation of Elvis - "Follow That Dream"
- Loca academia de policía 4 (banda sonora) - "It Doesn't Have To Be This Way"

## Discografía de Dr. Robert
- Realms Of Gold (1994)
- Bethesda   (1995)
- Other Folk (1996)
- Flatlands  (1999)
- Birds Gotta Fly (2001)
- Keep On Digging for The Gold (rarezas)(2002)
- Live in Tokyo (2004)
- Five In The Afternoon (con P. P. Arnold) (2007)
- The Coming of Grace : An Introduction to Dr Robert (álbum recopilatório) (2009)
- Flutes and Bones (2012)
- Acoustic Blow Monkeys (2012)
- Out There ( 2016)